# The Women's Tour 2022
La 8e édition de The Women's Tour a lieu du 6 au 11 juin 2022. Il fait partie de l'UCI World Tour féminin 2022. 
La première étape est remportée au sprint par Clara Copponi. Lorena Wiebes gagne les deux suivantes dans la même configuration. Sur la quatrième étape, une échappée de favorites se forme. Grace Brown s'en extirpe pour aller gagner l'étape et prendre la tête du classement général. Elisa Longo Borghini gagne l'étape reine qui arrive au sommet de la Black mountain, mais les coureuses en tête du classement général sont seulement départagées par quelques secondes. La dernière étape voit se dérouler une lutte pour les bonifications entre Grace Brown et Elisa Longo Borghini. Cette dernière réalise l'exploit de se classer troisième du sprint, remporté par Lorena Wiebes, pour gagner le classement général. Grace Brown est seconde et Katarzyna Niewiadoma troisième. Lorena Wiebes gagne le classement par points, Elise Chabbey celui de la montagne, Maike van der Duin celui des sprints. Canyon-SRAM est la meilleure équipe.

## Parcours
Le parcours présente plusieurs étapes vallonnées, ainsi que l'arrivée en haut de la Black mountain sur la cinquième étape, et est donc plus difficile que sur les éditions précédentes. Il n'y a pas de contre-la-montre.

## Équipes
| UCI Women's WorldTeams (13)- Team BikeExchange-Jayco - Canyon-SRAM Racing - EF Education-TIBCO-SVB - FDJ Nouvelle Aquitaine Futuroscope - Human Powered Health - Team Jumbo-Visma - Liv Racing Xstra - Movistar Team - SD Worx - Team DSM - Trek-Segafredo - UAE Team ADQ - Uno-X Pro Cycling Team Équipes féminines continentales (4)- Coop-Hitec Products - Cams-Basso - Ceratizit-WNT Pro Cycling - Le col-Wahoo |
| |

## Étapes
| Étape     | Date    | Villes étapes                         | type            | Distance (km) | Vainqueur d'étape    | Leader du classement général |
| --------- | ------- | ------------------------------------- | --------------- | ------------- | -------------------- | ---------------------------- |
| 1re étape | 6 juin  | Colchester – Bury St Edmunds          | étape de plaine | 142,1         | Clara Copponi        | Clara Copponi                |
| 2e étape  | 7 juin  | Harlow – Harlow                       | étape de plaine | 92,1          | Lorena Wiebes        | Clara Copponi                |
| 3e étape  | 8 juin  | Tewkesbury – Gloucester               | étape vallonnée | 107,9         | Lorena Wiebes        | Lorena Wiebes                |
| 4e étape  | 9 juin  | Wrexham – Welshpool                   | étape vallonnée | 144,7         | Grace Brown          | Grace Brown                  |
| 5e étape  | 10 juin | Pembrey Country Park – Black Mountain | étape vallonnée | 106,6         | Elisa Longo Borghini | Grace Brown                  |
| 6e étape  | 11 juin | Chipping Norton – Oxford              | étape de plaine | 142,9         | Lorena Wiebes        | Elisa Longo Borghini         |

## Favorites
La vainqueur sortante Demi Vollering n'est pas présente. Katarzyna Niewiadoma, Elisa Longo Borghini, Marlen Reusser, Grace Brown, Veronica Ewers et Alexandra Manly sont les favorites.

## Déroulement de la course

### 1reétape
Danielle Shrosbree s'échappe en solitaire. Au bout de trente-cinq kilomètres, la course est arrêtée à cause d'un accident de voiture sur le parcours. Shrosbree est reprise à quinze kilomètres de l'arrivée. L'étape se conclut au sprint. À trois cents mètres de l'arrivée, Charlotte Kool glisse sur la chaussée humide et chute. Elle entraîne avec elle Lorena Wiebes et Coryn Labecki. Clara Copponi gagne l'étape devant Sofia Bertizzolo.
| \| Classement de l'étape \| Classement de l'étape \| Classement de l'étape \| Classement de l'étape \| Classement de l'étape \| \| Coureuse \| Coureuse \| Pays \| Équipe \| Temps \| \| --------------------- \| --------------------- \| --------------------- \| ---------------------------------- \| --------------------- \| \| 1re \| Clara Copponi \| France \| FDJ-Nouvelle Aquitaine-Futuroscope \| 3 h 40 min 15 s \| \| 2e \| Sofia Bertizzolo \| Italie \| UAE Team ADQ \| + 0 s \| \| 3e \| Elena Cecchini \| Italie \| SD Worx \| + 0 s \| \| 4e \| Arianna Fidanza \| Italie \| Team BikeExchange-Jayco \| + 0 s \| \| 5e \| Alice Barnes \| Royaume-Uni \| Canyon-SRAM Racing \| + 0 s \| \| 6e \| Eugénie Duval \| France \| FDJ-Nouvelle Aquitaine-Futuroscope \| + 0 s \| \| 7e \| Ingvild Gåskjenn \| Norvège \| Coop-Hitec Products \| + 0 s \| \| 8e \| Anne Dorthe Ysland \| Norvège \| Uno-X Pro Cycling Team \| + 0 s \| \| 9e \| Letizia Borghesi \| Italie \| EF Education-TIBCO-SVB \| + 0 s \| \| 10e \| Maike van der Duin \| Pays-Bas \| Le Col-Wahoo \| + 0 s \| |                    |             |                                    |                 |
| |                    |             |                                    |                 |
| |                    |             |                                    |                 |
| Classement de l'étape |                    |             |                                    |                 |
| Coureuse | Coureuse           | Pays        | Équipe                             | Temps           |
| 1re | Clara Copponi      | France      | FDJ-Nouvelle Aquitaine-Futuroscope | 3 h 40 min 15 s |
| 2e | Sofia Bertizzolo   | Italie      | UAE Team ADQ                       | + 0 s           |
| 3e | Elena Cecchini     | Italie      | SD Worx                            | + 0 s           |
| 4e | Arianna Fidanza    | Italie      | Team BikeExchange-Jayco            | + 0 s           |
| 5e | Alice Barnes       | Royaume-Uni | Canyon-SRAM Racing                 | + 0 s           |
| 6e | Eugénie Duval      | France      | FDJ-Nouvelle Aquitaine-Futuroscope | + 0 s           |
| 7e | Ingvild Gåskjenn   | Norvège     | Coop-Hitec Products                | + 0 s           |
| 8e | Anne Dorthe Ysland | Norvège     | Uno-X Pro Cycling Team             | + 0 s           |
| 9e | Letizia Borghesi   | Italie      | EF Education-TIBCO-SVB             | + 0 s           |
| 10e | Maike van der Duin | Pays-Bas    | Le Col-Wahoo                       | + 0 s           |

| \| Classement général \| Classement général \| Classement général \| Classement général \| Classement général \| \| Coureuse \| Coureuse \| Pays \| Équipe \| Temps \| \| ------------------ \| ------------------------- \| ------------------ \| ---------------------------------- \| ------------------ \| \| 1re \| Clara Copponi \| France \| FDJ-Nouvelle Aquitaine-Futuroscope \| 3 h 40 min 05 s \| \| 2e \| Sofia Bertizzolo \| Italie \| UAE Team ADQ \| + 4 s \| \| 3e \| Maike van der Duin \| Pays-Bas \| Le Col-Wahoo \| + 4 s \| \| 4e \| Elena Cecchini \| Italie \| SD Worx \| + 6 s \| \| 5e \| Alison Jackson \| Canada \| Liv Racing Xstra \| + 7 s \| \| 6e \| Maria Giulia Confalonieri \| Italie \| Ceratizit-WNT Pro Cycling \| + 8 s \| \| 7e \| Laura Tomasi \| Italie \| UAE Team ADQ \| + 9 s \| \| 8e \| Arianna Fidanza \| Italie \| Team BikeExchange-Jayco \| + 10 s \| \| 9e \| Alice Barnes \| Royaume-Uni \| Canyon-SRAM Racing \| + 10 s \| \| 10e \| Eugénie Duval \| France \| FDJ-Nouvelle Aquitaine-Futuroscope \| + 10 s \| |                           |             |                                    |                 |
| |                           |             |                                    |                 |
| |                           |             |                                    |                 |
| Classement général |                           |             |                                    |                 |
| Coureuse | Coureuse                  | Pays        | Équipe                             | Temps           |
| 1re | Clara Copponi             | France      | FDJ-Nouvelle Aquitaine-Futuroscope | 3 h 40 min 05 s |
| 2e | Sofia Bertizzolo          | Italie      | UAE Team ADQ                       | + 4 s           |
| 3e | Maike van der Duin        | Pays-Bas    | Le Col-Wahoo                       | + 4 s           |
| 4e | Elena Cecchini            | Italie      | SD Worx                            | + 6 s           |
| 5e | Alison Jackson            | Canada      | Liv Racing Xstra                   | + 7 s           |
| 6e | Maria Giulia Confalonieri | Italie      | Ceratizit-WNT Pro Cycling          | + 8 s           |
| 7e | Laura Tomasi              | Italie      | UAE Team ADQ                       | + 9 s           |
| 8e | Arianna Fidanza           | Italie      | Team BikeExchange-Jayco            | + 10 s          |
| 9e | Alice Barnes              | Royaume-Uni | Canyon-SRAM Racing                 | + 10 s          |
| 10e | Eugénie Duval             | France      | FDJ-Nouvelle Aquitaine-Futuroscope | + 10 s          |

### 2eétape
Les deux premiers sprints intermédiaires voient une lutte entre Copponi et Maike van der Duin pour les bonifications. Après ce sprint, Sammie Stuart attaque. Elle compte jusqu'à une minute dix d'avance, mais est reprise à vingt kilomètres de l'arrivée. Dans le prix des monts, Gladys Verhulst  sort. Elle est rejointe par Lily Williams. Leur avantage est d'environ quinze secondes. Une chute dans le peloton à sept kilomètre de l'arrivée, leur donne un peu de répit. Elles sont reprises aux deux kilomètres. Lorena Wiebes s'impose au sprint.
| \| Classement de l'étape \| Classement de l'étape \| Classement de l'étape \| Classement de l'étape \| Classement de l'étape \| \| Coureuse \| Coureuse \| Pays \| Équipe \| Temps \| \| --------------------- \| ------------------------- \| --------------------- \| ---------------------------------- \| --------------------- \| \| 1re \| Lorena Wiebes \| Pays-Bas \| Team DSM \| 2 h 19 min 05 s \| \| 2e \| Barbara Guarischi \| Italie \| Movistar Team \| + 0 s \| \| 3e \| Shari Bossuyt \| Belgique \| Canyon-SRAM Racing \| + 0 s \| \| 4e \| Marjolein van 't Geloof \| Pays-Bas \| Le Col-Wahoo \| + 0 s \| \| 5e \| Coryn Labecki \| États-Unis \| Team Jumbo-Visma \| + 0 s \| \| 6e \| Clara Copponi \| France \| FDJ-Nouvelle Aquitaine-Futuroscope \| + 0 s \| \| 7e \| Arianna Fidanza \| Italie \| Team BikeExchange-Jayco \| + 0 s \| \| 8e \| Maria Giulia Confalonieri \| Italie \| Ceratizit-WNT Pro Cycling \| + 0 s \| \| 9e \| Elena Cecchini \| Italie \| SD Worx \| + 0 s \| \| 10e \| Chloe Hosking \| Australie \| Trek-Segafredo \| + 0 s \| |                           |            |                                    |                 |
| |                           |            |                                    |                 |
| |                           |            |                                    |                 |
| Classement de l'étape |                           |            |                                    |                 |
| Coureuse | Coureuse                  | Pays       | Équipe                             | Temps           |
| 1re | Lorena Wiebes             | Pays-Bas   | Team DSM                           | 2 h 19 min 05 s |
| 2e | Barbara Guarischi         | Italie     | Movistar Team                      | + 0 s           |
| 3e | Shari Bossuyt             | Belgique   | Canyon-SRAM Racing                 | + 0 s           |
| 4e | Marjolein van 't Geloof   | Pays-Bas   | Le Col-Wahoo                       | + 0 s           |
| 5e | Coryn Labecki             | États-Unis | Team Jumbo-Visma                   | + 0 s           |
| 6e | Clara Copponi             | France     | FDJ-Nouvelle Aquitaine-Futuroscope | + 0 s           |
| 7e | Arianna Fidanza           | Italie     | Team BikeExchange-Jayco            | + 0 s           |
| 8e | Maria Giulia Confalonieri | Italie     | Ceratizit-WNT Pro Cycling          | + 0 s           |
| 9e | Elena Cecchini            | Italie     | SD Worx                            | + 0 s           |
| 10e | Chloe Hosking             | Australie  | Trek-Segafredo                     | + 0 s           |

| \| Classement général \| Classement général \| Classement général \| Classement général \| Classement général \| \| Coureuse \| Coureuse \| Pays \| Équipe \| Temps \| \| ------------------ \| ------------------------- \| ------------------ \| ---------------------------------- \| ------------------ \| \| 1re \| Clara Copponi \| France \| FDJ-Nouvelle Aquitaine-Futuroscope \| 5 h 59 min 06 s \| \| 2e \| Maike van der Duin \| Pays-Bas \| Le Col-Wahoo \| + 3 s \| \| 3e \| Lorena Wiebes \| Pays-Bas \| Team DSM \| + 4 s \| \| 4e \| Sofia Bertizzolo \| Italie \| UAE Team ADQ \| + 7 s \| \| 5e \| Elena Cecchini \| Italie \| SD Worx \| + 8 s \| \| 6e \| Barbara Guarischi \| Italie \| Movistar Team \| + 8 s \| \| 7e \| Shari Bossuyt \| Belgique \| Canyon-SRAM Racing \| + 10 s \| \| 8e \| Alison Jackson \| Canada \| Liv Racing Xstra \| + 11 s \| \| 9e \| Maria Giulia Confalonieri \| Italie \| Ceratizit-WNT Pro Cycling \| + 12 s \| \| 10e \| Arianna Fidanza \| Italie \| Team BikeExchange-Jayco \| + 14 s \| |                           |          |                                    |                 |
| |                           |          |                                    |                 |
| |                           |          |                                    |                 |
| Classement général |                           |          |                                    |                 |
| Coureuse | Coureuse                  | Pays     | Équipe                             | Temps           |
| 1re | Clara Copponi             | France   | FDJ-Nouvelle Aquitaine-Futuroscope | 5 h 59 min 06 s |
| 2e | Maike van der Duin        | Pays-Bas | Le Col-Wahoo                       | + 3 s           |
| 3e | Lorena Wiebes             | Pays-Bas | Team DSM                           | + 4 s           |
| 4e | Sofia Bertizzolo          | Italie   | UAE Team ADQ                       | + 7 s           |
| 5e | Elena Cecchini            | Italie   | SD Worx                            | + 8 s           |
| 6e | Barbara Guarischi         | Italie   | Movistar Team                      | + 8 s           |
| 7e | Shari Bossuyt             | Belgique | Canyon-SRAM Racing                 | + 10 s          |
| 8e | Alison Jackson            | Canada   | Liv Racing Xstra                   | + 11 s          |
| 9e | Maria Giulia Confalonieri | Italie   | Ceratizit-WNT Pro Cycling          | + 12 s          |
| 10e | Arianna Fidanza           | Italie   | Team BikeExchange-Jayco            | + 14 s          |

### 3eétape

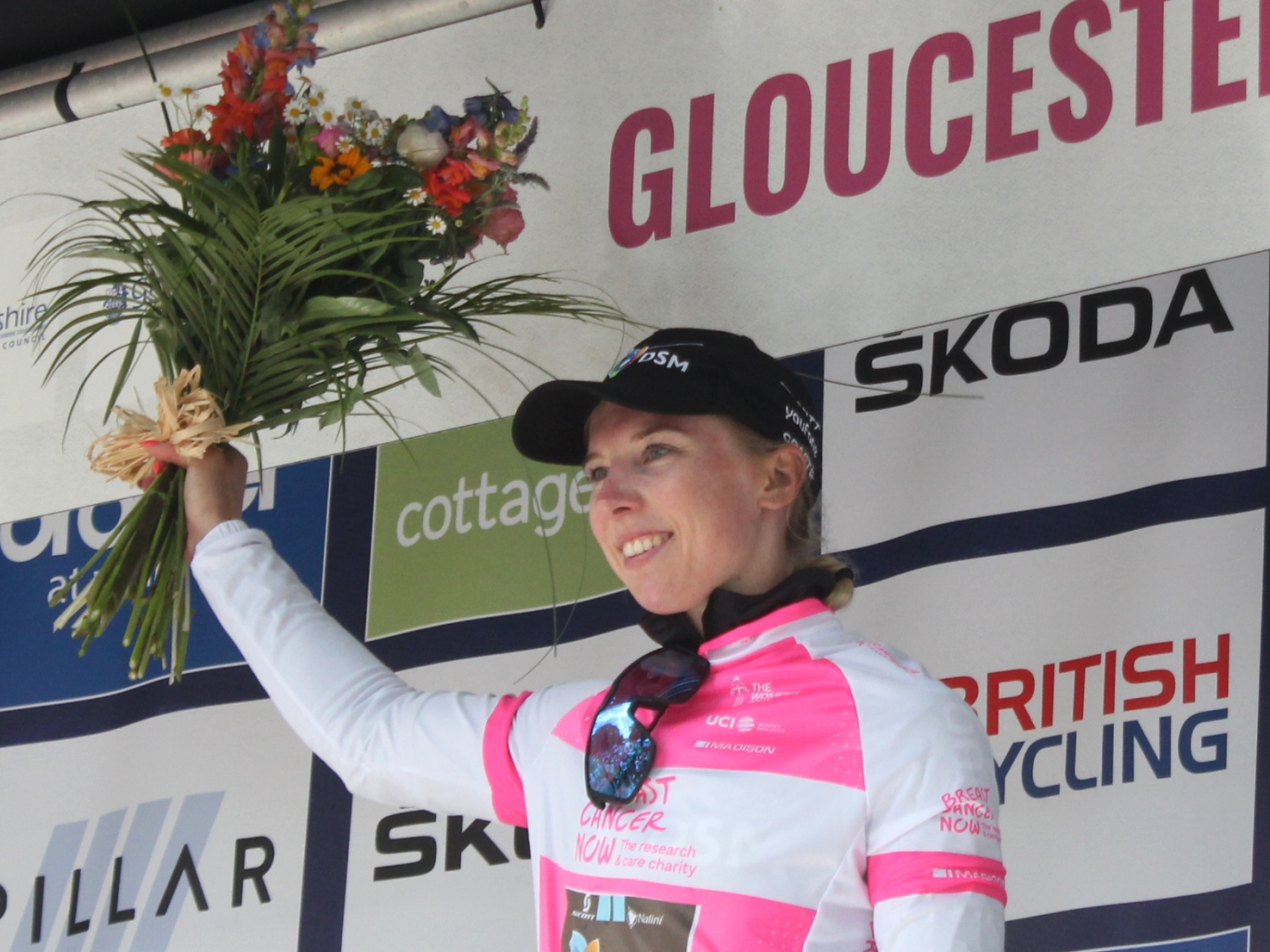
Lorena Wiebes

Riejanne Markus sort seule dans les premiers kilomètres de l'étape. Elle a jusqu'à une minute quarante d'avance. Juste après le Worral Hill, Christine Majerus et Gladys Verhulst sortent du peloton et rejoignent Markus aux environs de la mi-étape. Dans la côte de Speech House, Verhulst est distancée. Dans la montée de Cinderford, l'échappée est reprise. Katarzyna Niewiadoma y attaque avec Ashleigh Moolman-Pasio, Elisa Longo Borghini, Kristen Faulkner, Elise Chabbey et Veronica Ewers. Ce groupe est finalement constitué de dix-sept coureuses. Dans les dix derniers kilomètres, le groupe de poursuite contenant Lorena Wiebes reprend le groupe de tête. Malgré des attaques, l'étape se conclut de nouveau au sprint. Alexandra Manly tente de surprendre la Néerlandaise, mais celle-ci se montre la plus forte. Elle prend la tête du classement général.
| \| Classement de l'étape \| Classement de l'étape \| Classement de l'étape \| Classement de l'étape \| Classement de l'étape \| \| Coureuse \| Coureuse \| Pays \| Équipe \| Temps \| \| --------------------- \| ------------------------- \| --------------------- \| ---------------------------------- \| --------------------- \| \| 1re \| Lorena Wiebes \| Pays-Bas \| Team DSM \| 2 h 51 min 27 s \| \| 2e \| Alexandra Manly \| Australie \| Team BikeExchange-Jayco \| + 0 s \| \| 3e \| Coryn Labecki \| États-Unis \| Team Jumbo-Visma \| + 0 s \| \| 4e \| Shari Bossuyt \| Belgique \| Canyon-SRAM Racing \| + 0 s \| \| 5e \| Elisa Longo Borghini \| Italie \| Trek-Segafredo \| + 0 s \| \| 6e \| Maria Giulia Confalonieri \| Italie \| Ceratizit-WNT Pro Cycling \| + 0 s \| \| 7e \| Eugénie Duval \| France \| FDJ-Nouvelle Aquitaine-Futuroscope \| + 0 s \| \| 8e \| Tereza Neumanová \| Tchéquie \| Liv Racing Xstra \| + 0 s \| \| 9e \| Ingvild Gåskjenn \| Norvège \| Coop-Hitec Products \| + 0 s \| \| 10e \| Letizia Borghesi \| Italie \| EF Education-TIBCO-SVB \| + 0 s \| |                           |            |                                    |                 |
| |                           |            |                                    |                 |
| |                           |            |                                    |                 |
| Classement de l'étape |                           |            |                                    |                 |
| Coureuse | Coureuse                  | Pays       | Équipe                             | Temps           |
| 1re | Lorena Wiebes             | Pays-Bas   | Team DSM                           | 2 h 51 min 27 s |
| 2e | Alexandra Manly           | Australie  | Team BikeExchange-Jayco            | + 0 s           |
| 3e | Coryn Labecki             | États-Unis | Team Jumbo-Visma                   | + 0 s           |
| 4e | Shari Bossuyt             | Belgique   | Canyon-SRAM Racing                 | + 0 s           |
| 5e | Elisa Longo Borghini      | Italie     | Trek-Segafredo                     | + 0 s           |
| 6e | Maria Giulia Confalonieri | Italie     | Ceratizit-WNT Pro Cycling          | + 0 s           |
| 7e | Eugénie Duval             | France     | FDJ-Nouvelle Aquitaine-Futuroscope | + 0 s           |
| 8e | Tereza Neumanová          | Tchéquie   | Liv Racing Xstra                   | + 0 s           |
| 9e | Ingvild Gåskjenn          | Norvège    | Coop-Hitec Products                | + 0 s           |
| 10e | Letizia Borghesi          | Italie     | EF Education-TIBCO-SVB             | + 0 s           |

| \| Classement général \| Classement général \| Classement général \| Classement général \| Classement général \| \| Coureuse \| Coureuse \| Pays \| Équipe \| Temps \| \| ------------------ \| ------------------------- \| ------------------ \| ------------------------- \| ------------------ \| \| 1re \| Lorena Wiebes \| Pays-Bas \| Team DSM \| 8 h 50 min 27 s \| \| 2e \| Sofia Bertizzolo \| Italie \| UAE Team ADQ \| + 13 s \| \| 3e \| Alexandra Manly \| Australie \| Team BikeExchange-Jayco \| + 13 s \| \| 4e \| Elena Cecchini \| Italie \| SD Worx \| + 14 s \| \| 5e \| Shari Bossuyt \| Belgique \| Canyon-SRAM Racing \| + 16 s \| \| 6e \| Coryn Labecki \| États-Unis \| Team Jumbo-Visma \| + 16 s \| \| 7e \| Elise Chabbey \| Suisse \| Canyon-SRAM Racing \| + 17 s \| \| 8e \| Maria Giulia Confalonieri \| Italie \| Ceratizit-WNT Pro Cycling \| + 18 s \| \| 9e \| Ashleigh Moolman \| Afrique du Sud \| SD Worx \| + 18 s \| \| 10e \| Christine Majerus \| Luxembourg \| SD Worx \| + 18 s \| |                           |                |                           |                 |
| |                           |                |                           |                 |
| |                           |                |                           |                 |
| Classement général |                           |                |                           |                 |
| Coureuse | Coureuse                  | Pays           | Équipe                    | Temps           |
| 1re | Lorena Wiebes             | Pays-Bas       | Team DSM                  | 8 h 50 min 27 s |
| 2e | Sofia Bertizzolo          | Italie         | UAE Team ADQ              | + 13 s          |
| 3e | Alexandra Manly           | Australie      | Team BikeExchange-Jayco   | + 13 s          |
| 4e | Elena Cecchini            | Italie         | SD Worx                   | + 14 s          |
| 5e | Shari Bossuyt             | Belgique       | Canyon-SRAM Racing        | + 16 s          |
| 6e | Coryn Labecki             | États-Unis     | Team Jumbo-Visma          | + 16 s          |
| 7e | Elise Chabbey             | Suisse         | Canyon-SRAM Racing        | + 17 s          |
| 8e | Maria Giulia Confalonieri | Italie         | Ceratizit-WNT Pro Cycling | + 18 s          |
| 9e | Ashleigh Moolman          | Afrique du Sud | SD Worx                   | + 18 s          |
| 10e | Christine Majerus         | Luxembourg     | SD Worx                   | + 18 s          |

### 4eétape

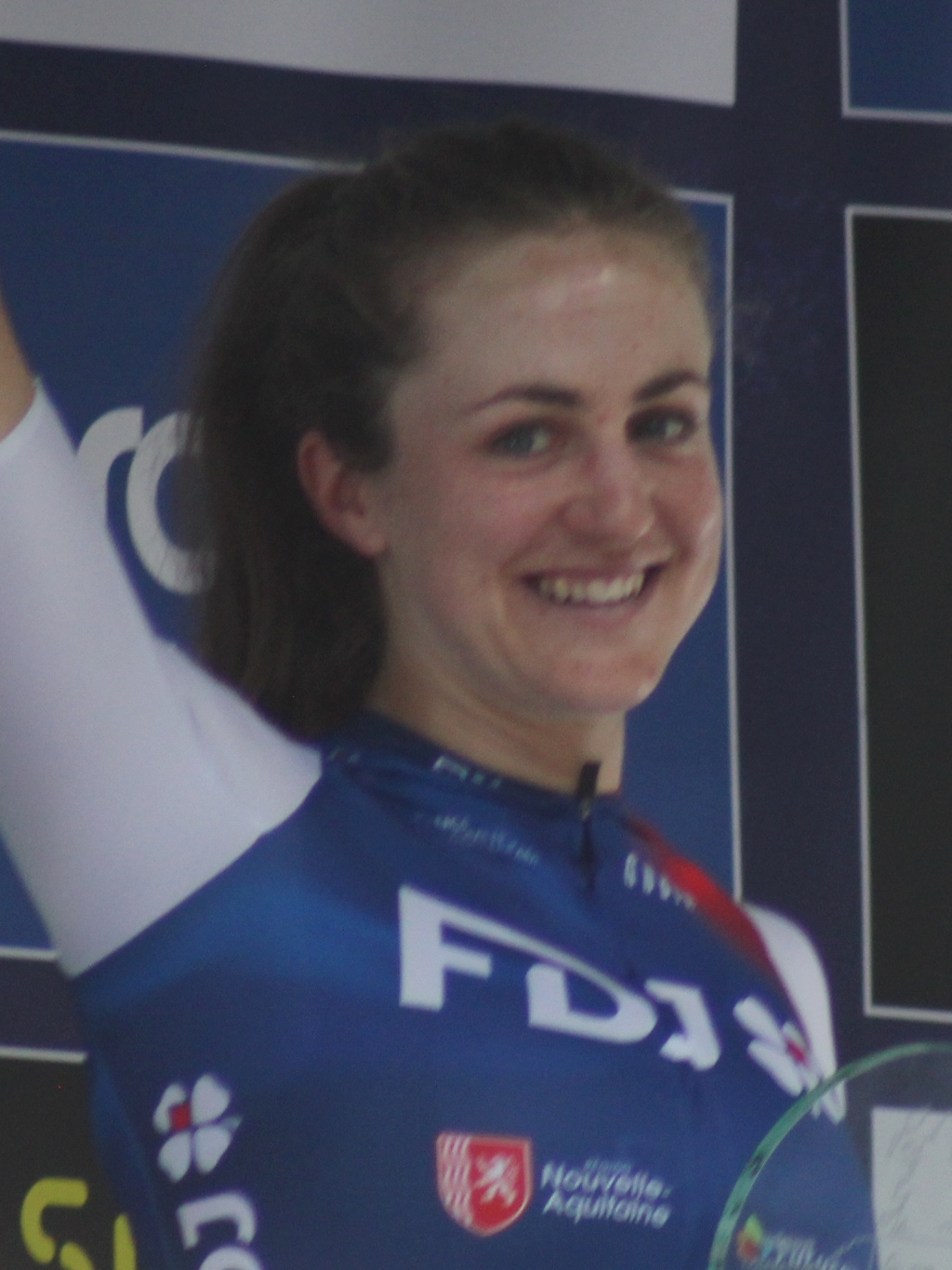
Grace Brown, ici sur la sixième étape

Une première échappée de quatre coureuses se forme au premier sprint intermédiaire, mais sont rapidement reprises. Un autre groupe sort immédiatement. Il s'agit de : Mikayla Harvey, Teuntje Beekhuis, Elena Cecchini et Maaike Boogaard. Leur avantage atteint une minute et demi. Un regroupement général a lieu juste avant la côte d'Hirnant Bank. Dans celle-ci, six coureuses se détachent : Longo Borghini, Niewiadoma, Chabbey, Faulkner, Moolman-Pasio et Ewers. Ellen van Dijk, Alexandra Manly, Riejanne Markus et Grace Brown reviennent sur la tête peu après. Van Dijk est victime d'un incident mécanique. À cinq kilomètres de l'arrivée, Brown attaque. Niewiadoma et Longo Borghini partent en chasse. Elles reviennent à deux kilomètres et demi de la ligne. Brown se trouve en première position du groupe mais laisse Longo Borghini ouvrir le sprint avant de remonter et de s'imposer. Elle devient leader de la course.
| \| Classement de l'étape \| Classement de l'étape \| Classement de l'étape \| Classement de l'étape \| Classement de l'étape \| \| Coureuse \| Coureuse \| Pays \| Équipe \| Temps \| \| --------------------- \| --------------------- \| --------------------- \| ---------------------------------- \| --------------------- \| \| 1re \| Grace Brown \| Australie \| FDJ-Nouvelle Aquitaine-Futuroscope \| 3 h 48 min 34 s \| \| 2e \| Katarzyna Niewiadoma \| Pologne \| Canyon-SRAM Racing \| + 0 s \| \| 3e \| Elisa Longo Borghini \| Italie \| Trek-Segafredo \| + 0 s \| \| 4e \| Riejanne Markus \| Pays-Bas \| Team Jumbo-Visma \| + 10 s \| \| 5e \| Elise Chabbey \| Suisse \| Canyon-SRAM Racing \| + 10 s \| \| 6e \| Alexandra Manly \| Australie \| Team BikeExchange-Jayco \| + 10 s \| \| 7e \| Ashleigh Moolman \| Afrique du Sud \| SD Worx \| + 10 s \| \| 8e \| Kristen Faulkner \| États-Unis \| Team BikeExchange-Jayco \| + 36 s \| \| 9e \| Veronica Ewers \| États-Unis \| EF Education-TIBCO-SVB \| + 36 s \| \| 10e \| Lorena Wiebes \| Pays-Bas \| Team DSM \| + 1 min 16 s \| |                      |                |                                    |                 |
| |                      |                |                                    |                 |
| |                      |                |                                    |                 |
| Classement de l'étape |                      |                |                                    |                 |
| Coureuse | Coureuse             | Pays           | Équipe                             | Temps           |
| 1re | Grace Brown          | Australie      | FDJ-Nouvelle Aquitaine-Futuroscope | 3 h 48 min 34 s |
| 2e | Katarzyna Niewiadoma | Pologne        | Canyon-SRAM Racing                 | + 0 s           |
| 3e | Elisa Longo Borghini | Italie         | Trek-Segafredo                     | + 0 s           |
| 4e | Riejanne Markus      | Pays-Bas       | Team Jumbo-Visma                   | + 10 s          |
| 5e | Elise Chabbey        | Suisse         | Canyon-SRAM Racing                 | + 10 s          |
| 6e | Alexandra Manly      | Australie      | Team BikeExchange-Jayco            | + 10 s          |
| 7e | Ashleigh Moolman     | Afrique du Sud | SD Worx                            | + 10 s          |
| 8e | Kristen Faulkner     | États-Unis     | Team BikeExchange-Jayco            | + 36 s          |
| 9e | Veronica Ewers       | États-Unis     | EF Education-TIBCO-SVB             | + 36 s          |
| 10e | Lorena Wiebes        | Pays-Bas       | Team DSM                           | + 1 min 16 s    |

| \| Classement général \| Classement général \| Classement général \| Classement général \| Classement général \| \| Coureuse \| Coureuse \| Pays \| Équipe \| Temps \| \| ------------------ \| -------------------- \| ------------------ \| ---------------------------------- \| ------------------ \| \| 1re \| Grace Brown \| Australie \| FDJ-Nouvelle Aquitaine-Futuroscope \| 12 h 39 min 11 s \| \| 2e \| Katarzyna Niewiadoma \| Pologne \| Canyon-SRAM Racing \| + 4 s \| \| 3e \| Elisa Longo Borghini \| Italie \| Trek-Segafredo \| + 6 s \| \| 4e \| Alexandra Manly \| Australie \| Team BikeExchange-Jayco \| + 13 s \| \| 5e \| Elise Chabbey \| Suisse \| Canyon-SRAM Racing \| + 17 s \| \| 6e \| Ashleigh Moolman \| Afrique du Sud \| SD Worx \| + 18 s \| \| 7e \| Kristen Faulkner \| États-Unis \| Team BikeExchange-Jayco \| + 46 s \| \| 8e \| Lorena Wiebes \| Pays-Bas \| Team DSM \| + 1 min 06 s \| \| 9e \| Veronica Ewers \| États-Unis \| EF Education-TIBCO-SVB \| + 1 min 18 s \| \| 10e \| Sofia Bertizzolo \| Italie \| UAE Team ADQ \| + 1 min 19 s \| |                      |                |                                    |                  |
| |                      |                |                                    |                  |
| |                      |                |                                    |                  |
| Classement général |                      |                |                                    |                  |
| Coureuse | Coureuse             | Pays           | Équipe                             | Temps            |
| 1re | Grace Brown          | Australie      | FDJ-Nouvelle Aquitaine-Futuroscope | 12 h 39 min 11 s |
| 2e | Katarzyna Niewiadoma | Pologne        | Canyon-SRAM Racing                 | + 4 s            |
| 3e | Elisa Longo Borghini | Italie         | Trek-Segafredo                     | + 6 s            |
| 4e | Alexandra Manly      | Australie      | Team BikeExchange-Jayco            | + 13 s           |
| 5e | Elise Chabbey        | Suisse         | Canyon-SRAM Racing                 | + 17 s           |
| 6e | Ashleigh Moolman     | Afrique du Sud | SD Worx                            | + 18 s           |
| 7e | Kristen Faulkner     | États-Unis     | Team BikeExchange-Jayco            | + 46 s           |
| 8e | Lorena Wiebes        | Pays-Bas       | Team DSM                           | + 1 min 06 s     |
| 9e | Veronica Ewers       | États-Unis     | EF Education-TIBCO-SVB             | + 1 min 18 s     |
| 10e | Sofia Bertizzolo     | Italie         | UAE Team ADQ                       | + 1 min 19 s     |

### 5eétape

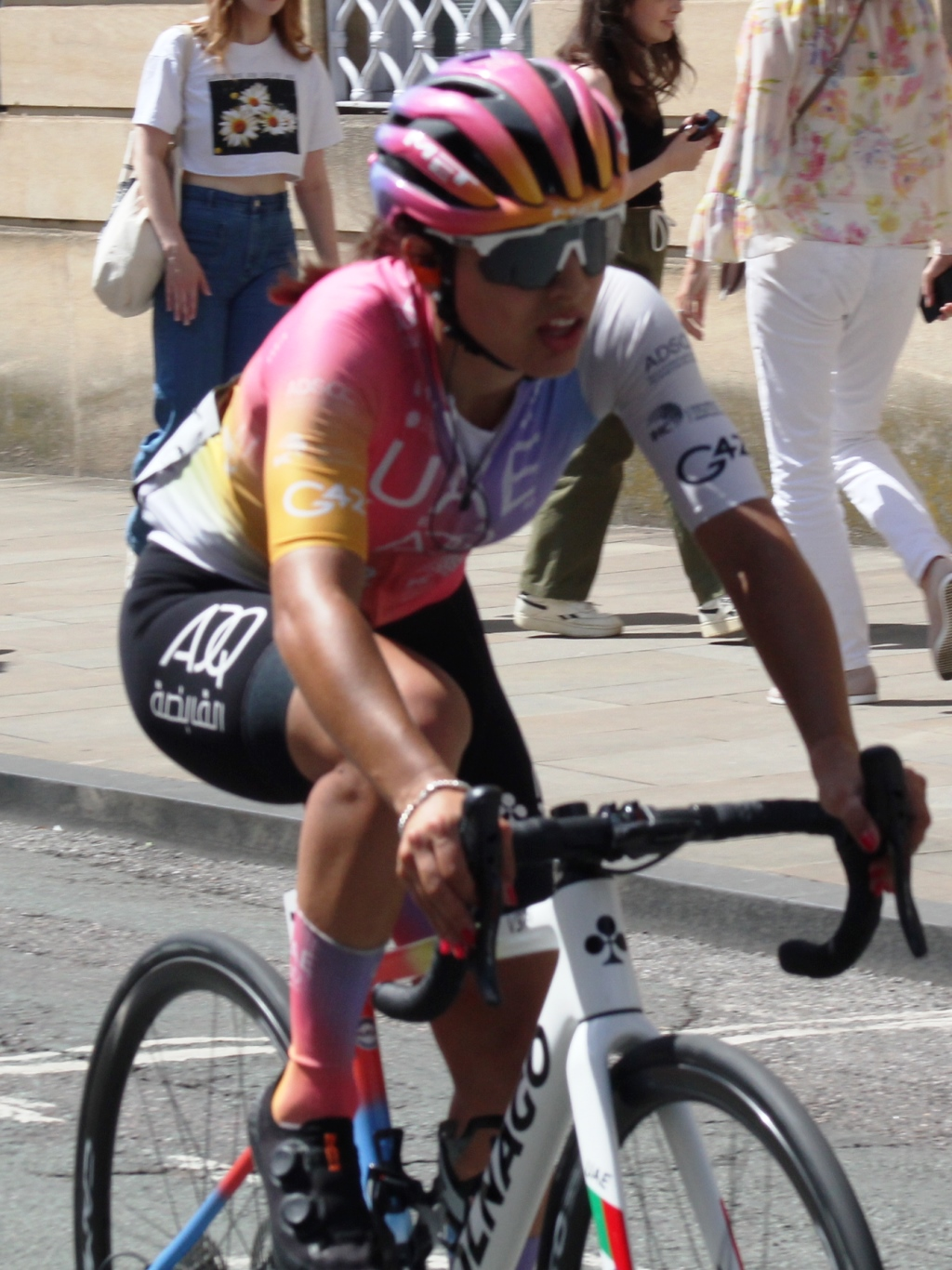
Alessia Patuelli, échappée sur la sixième étape

Une échappée de onze coureuses se forme, mais est reprise après Pontyates Hill. Dans la côte de Crwbin, Joss Lowden part seule. Un groupe de poursuite sort ensuite et revient rapidement sur Lowden. Il contient : Romy Kasper, Mikayla Harvey, Ellen van Dijk, Sofia Bertizzolo, Thalita de Jong, Marta Lach, Christine Majerus, Shari Bossuyt, Georgia Williams, Kristabel Doebel-Hickok et Sheyla Gutiérrez. L'avance atteint une minute trente, mais un regroupement général a lieu à vingt-trois kilomètres de l'arrivée, à l'approche de la Black Mountain. À neuf kilomètres de la ligne, Lorena Wiebes place une attaque, mais est rapidement reprise. Ellen van Dijk imprime le rythme et réduit la taille du peloton. Le vent de face a un effet dissuasif sur les attaques dans cette ascension régulière, et Longo Borghini ne tente qu'à deux kilomètres et demi du sommet. Les attaques se succèdent alors, mais aucune ne parvient à faire la différence. Longo Borghini gagne le sprint.
| \| Classement de l'étape \| Classement de l'étape \| Classement de l'étape \| Classement de l'étape \| Classement de l'étape \| \| Coureuse \| Coureuse \| Pays \| Équipe \| Temps \| \| --------------------- \| --------------------- \| --------------------- \| ---------------------------------- \| --------------------- \| \| 1re \| Elisa Longo Borghini \| Italie \| Trek-Segafredo \| 3 h 01 min 49 s \| \| 2e \| Katarzyna Niewiadoma \| Pologne \| Canyon-SRAM Racing \| + 0 s \| \| 3e \| Grace Brown \| Australie \| FDJ-Nouvelle Aquitaine-Futuroscope \| + 0 s \| \| 4e \| Kristen Faulkner \| États-Unis \| Team BikeExchange-Jayco \| + 0 s \| \| 5e \| Alexandra Manly \| Australie \| Team BikeExchange-Jayco \| + 3 s \| \| 6e \| Ashleigh Moolman \| Afrique du Sud \| SD Worx \| + 6 s \| \| 7e \| Riejanne Markus \| Pays-Bas \| Team Jumbo-Visma \| + 19 s \| \| 8e \| Veronica Ewers \| États-Unis \| EF Education-TIBCO-SVB \| + 19 s \| \| 9e \| Becky Storrie \| Royaume-Uni \| Cams Basso \| + 21 s \| \| 10e \| Sofia Bertizzolo \| Italie \| UAE Team ADQ \| + 23 s \| |                      |                |                                    |                 |
| |                      |                |                                    |                 |
| |                      |                |                                    |                 |
| Classement de l'étape |                      |                |                                    |                 |
| Coureuse | Coureuse             | Pays           | Équipe                             | Temps           |
| 1re | Elisa Longo Borghini | Italie         | Trek-Segafredo                     | 3 h 01 min 49 s |
| 2e | Katarzyna Niewiadoma | Pologne        | Canyon-SRAM Racing                 | + 0 s           |
| 3e | Grace Brown          | Australie      | FDJ-Nouvelle Aquitaine-Futuroscope | + 0 s           |
| 4e | Kristen Faulkner     | États-Unis     | Team BikeExchange-Jayco            | + 0 s           |
| 5e | Alexandra Manly      | Australie      | Team BikeExchange-Jayco            | + 3 s           |
| 6e | Ashleigh Moolman     | Afrique du Sud | SD Worx                            | + 6 s           |
| 7e | Riejanne Markus      | Pays-Bas       | Team Jumbo-Visma                   | + 19 s          |
| 8e | Veronica Ewers       | États-Unis     | EF Education-TIBCO-SVB             | + 19 s          |
| 9e | Becky Storrie        | Royaume-Uni    | Cams Basso                         | + 21 s          |
| 10e | Sofia Bertizzolo     | Italie         | UAE Team ADQ                       | + 23 s          |

| \| Classement général \| Classement général \| Classement général \| Classement général \| Classement général \| \| Coureuse \| Coureuse \| Pays \| Équipe \| Temps \| \| ------------------ \| -------------------- \| ------------------ \| ---------------------------------- \| ------------------ \| \| 1re \| Grace Brown \| Australie \| FDJ-Nouvelle Aquitaine-Futuroscope \| 15 h 40 min 56 s \| \| 2e \| Elisa Longo Borghini \| Italie \| Trek-Segafredo \| + 0 s \| \| 3e \| Katarzyna Niewiadoma \| Pologne \| Canyon-SRAM Racing \| + 2 s \| \| 4e \| Alexandra Manly \| Australie \| Team BikeExchange-Jayco \| + 20 s \| \| 5e \| Ashleigh Moolman \| Afrique du Sud \| SD Worx \| + 28 s \| \| 6e \| Elise Chabbey \| Suisse \| Canyon-SRAM Racing \| + 45 s \| \| 7e \| Kristen Faulkner \| États-Unis \| Team BikeExchange-Jayco \| + 50 s \| \| 8e \| Veronica Ewers \| États-Unis \| EF Education-TIBCO-SVB \| + 1 min 41 s \| \| 9e \| Sofia Bertizzolo \| Italie \| UAE Team ADQ \| + 1 min 46 s \| \| 10e \| Mikayla Harvey \| Nouvelle-Zélande \| Canyon-SRAM Racing \| + 1 min 52 s \| |                      |                  |                                    |                  |
| |                      |                  |                                    |                  |
| |                      |                  |                                    |                  |
| Classement général |                      |                  |                                    |                  |
| Coureuse | Coureuse             | Pays             | Équipe                             | Temps            |
| 1re | Grace Brown          | Australie        | FDJ-Nouvelle Aquitaine-Futuroscope | 15 h 40 min 56 s |
| 2e | Elisa Longo Borghini | Italie           | Trek-Segafredo                     | + 0 s            |
| 3e | Katarzyna Niewiadoma | Pologne          | Canyon-SRAM Racing                 | + 2 s            |
| 4e | Alexandra Manly      | Australie        | Team BikeExchange-Jayco            | + 20 s           |
| 5e | Ashleigh Moolman     | Afrique du Sud   | SD Worx                            | + 28 s           |
| 6e | Elise Chabbey        | Suisse           | Canyon-SRAM Racing                 | + 45 s           |
| 7e | Kristen Faulkner     | États-Unis       | Team BikeExchange-Jayco            | + 50 s           |
| 8e | Veronica Ewers       | États-Unis       | EF Education-TIBCO-SVB             | + 1 min 41 s     |
| 9e | Sofia Bertizzolo     | Italie           | UAE Team ADQ                       | + 1 min 46 s     |
| 10e | Mikayla Harvey       | Nouvelle-Zélande | Canyon-SRAM Racing                 | + 1 min 52 s     |

### 6eétape

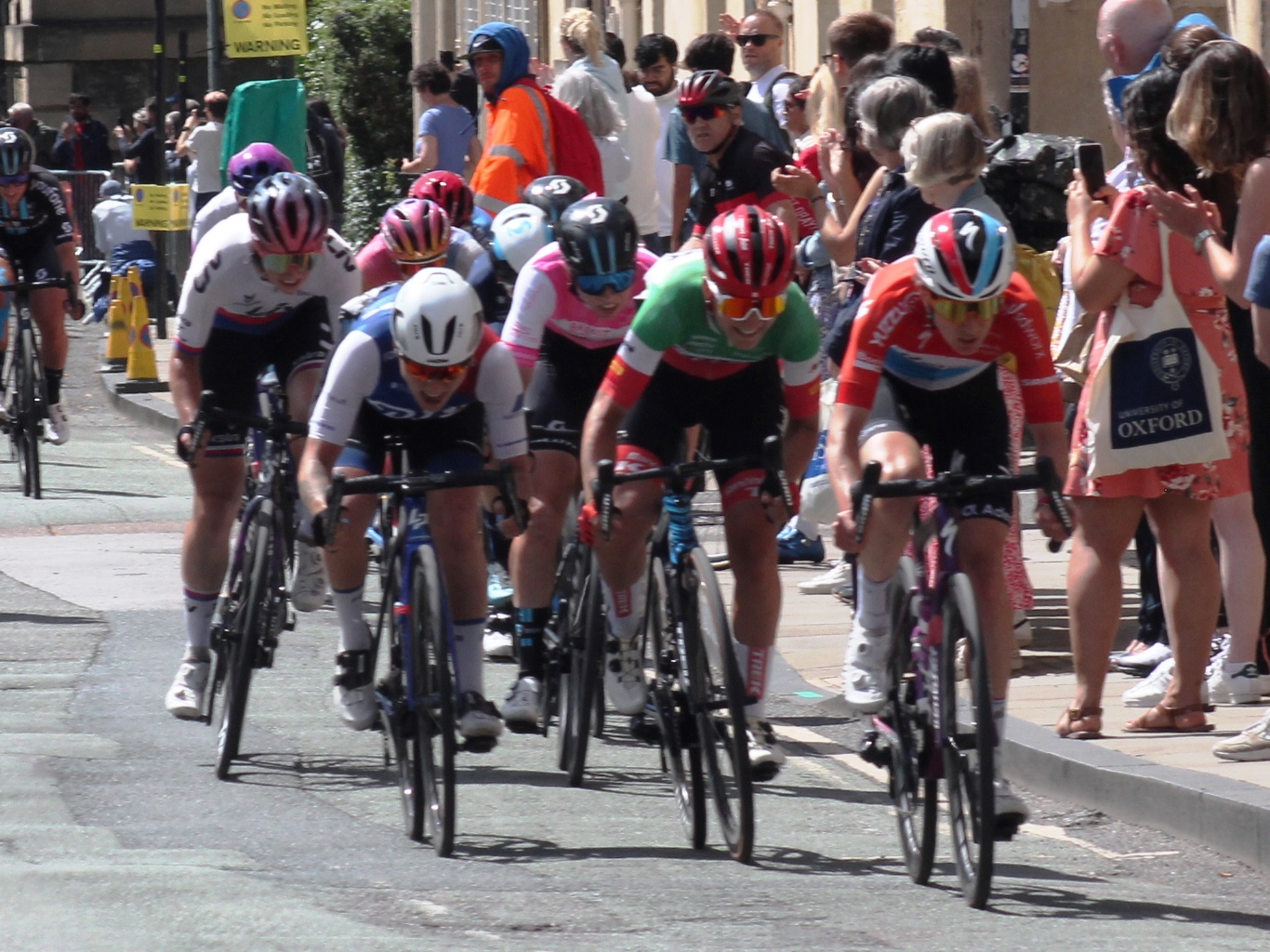
Sprint de la sixième étape avec Elisa Longo Borghini en tête

Elisa Longo Borghini et Grace Brown étant dans la même seconde au classement général, les bonifications sont décisives dans cette dernière étape. Dans la côte de Burford, Niewiadoma attaque avec Brown, Moolman-Pasio et Wiebes. La formation Trek-Segrafredo les reprend immédiatement. Dans le sprint intermédiaire qui suit, Elisa Longo Borghini se fait devancer par Brown qui prend trois secondes d'avance. À soixante-quinze kilomètres de l'arrivée, un groupe de dix-neuf coureuses sort ensuite, leur avance ne dépasse jamais les trente secondes. Il est repris à cinquante kilomètres de la ligne. Un contre sort avec Ane Iversen, Mieke Kröger et Alessia Patuelli. Elles prennent les bonifications du deuxième sprint intermédiaire. À sept kilomètres de l'arrivée, Kröger attaque. Patuelli la rejoint. Deux kilomètres plus loin, le peloton reprend les échappées. Au sprint, Lorena Wiebes remporte l'étape. Elisa Longo Borghini parvient à se classer troisième et obtient ainsi des bonifications qui lui permettent de s'imposer au classement général.
| \| Classement de l'étape \| Classement de l'étape \| Classement de l'étape \| Classement de l'étape \| Classement de l'étape \| \| Coureuse \| Coureuse \| Pays \| Équipe \| Temps \| \| --------------------- \| ------------------------- \| --------------------- \| ---------------------------------- \| --------------------- \| \| 1re \| Lorena Wiebes \| Pays-Bas \| Team DSM \| 3 h 38 min 15 s \| \| 2e \| Clara Copponi \| France \| FDJ-Nouvelle Aquitaine-Futuroscope \| + 0 s \| \| 3e \| Elisa Longo Borghini \| Italie \| Trek-Segafredo \| + 0 s \| \| 4e \| Tereza Neumanová \| Tchéquie \| Liv Racing Xstra \| + 0 s \| \| 5e \| Barbara Guarischi \| Italie \| Movistar Team \| + 0 s \| \| 6e \| Charlotte Kool \| Pays-Bas \| Team DSM \| + 0 s \| \| 7e \| Maike van der Duin \| Pays-Bas \| Le Col-Wahoo \| + 0 s \| \| 8e \| Arianna Fidanza \| Italie \| Team BikeExchange-Jayco \| + 0 s \| \| 9e \| Maria Giulia Confalonieri \| Italie \| Ceratizit-WNT Pro Cycling \| + 0 s \| \| 10e \| Christine Majerus \| Luxembourg \| SD Worx \| + 0 s \| |                           |            |                                    |                 |
| |                           |            |                                    |                 |
| |                           |            |                                    |                 |
| Classement de l'étape |                           |            |                                    |                 |
| Coureuse | Coureuse                  | Pays       | Équipe                             | Temps           |
| 1re | Lorena Wiebes             | Pays-Bas   | Team DSM                           | 3 h 38 min 15 s |
| 2e | Clara Copponi             | France     | FDJ-Nouvelle Aquitaine-Futuroscope | + 0 s           |
| 3e | Elisa Longo Borghini      | Italie     | Trek-Segafredo                     | + 0 s           |
| 4e | Tereza Neumanová          | Tchéquie   | Liv Racing Xstra                   | + 0 s           |
| 5e | Barbara Guarischi         | Italie     | Movistar Team                      | + 0 s           |
| 6e | Charlotte Kool            | Pays-Bas   | Team DSM                           | + 0 s           |
| 7e | Maike van der Duin        | Pays-Bas   | Le Col-Wahoo                       | + 0 s           |
| 8e | Arianna Fidanza           | Italie     | Team BikeExchange-Jayco            | + 0 s           |
| 9e | Maria Giulia Confalonieri | Italie     | Ceratizit-WNT Pro Cycling          | + 0 s           |
| 10e | Christine Majerus         | Luxembourg | SD Worx                            | + 0 s           |

#### Classement de la montagne

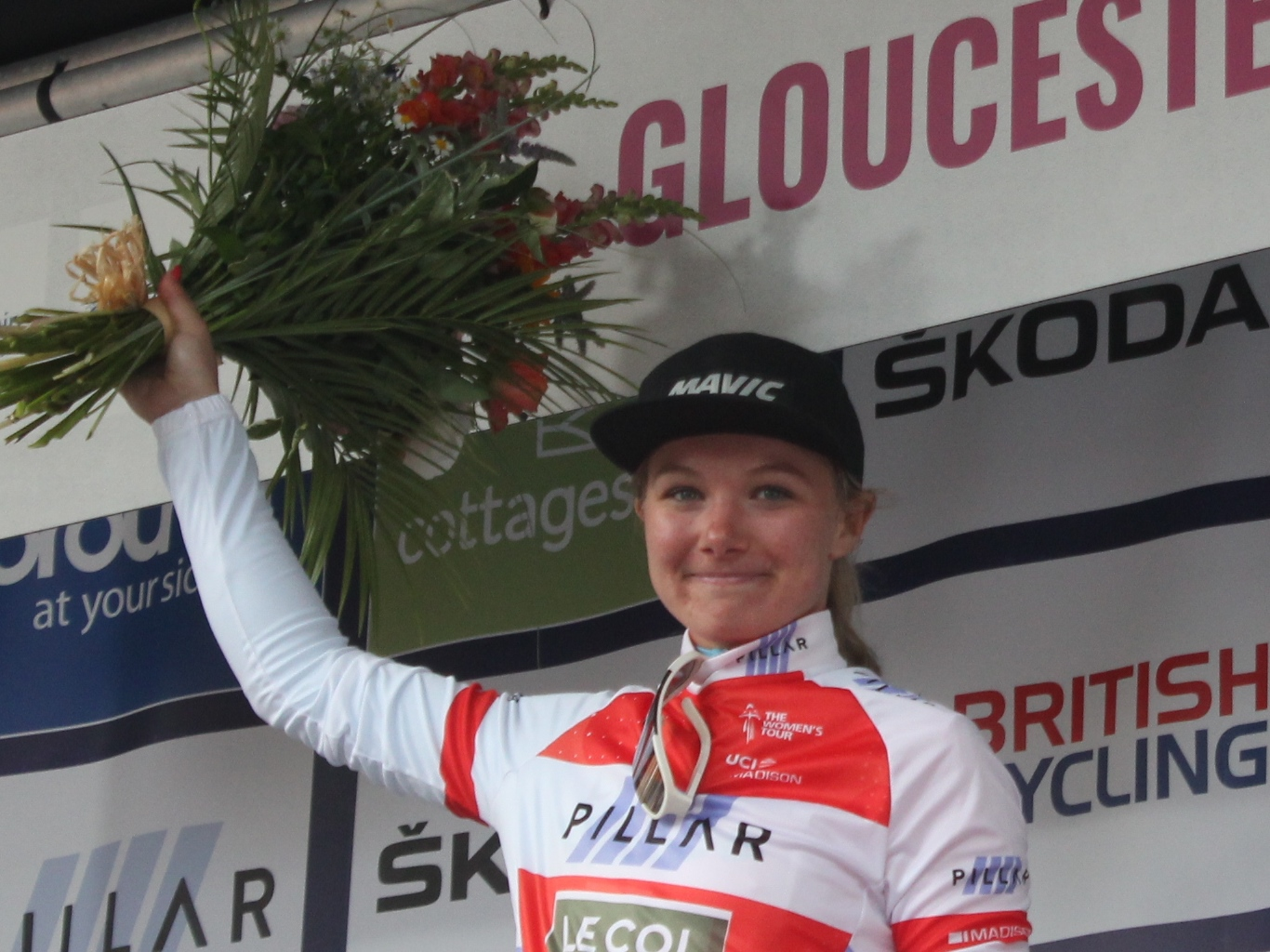
Maike van der Duin

## Classement final

### Classement général
| \| Classement général \| Classement général \| Classement général \| Classement général \| Classement général \| \| Coureuse \| Coureuse \| Pays \| Équipe \| Temps \| \| ------------------ \| -------------------- \| ------------------ \| ---------------------------------- \| ------------------ \| \| 1re \| Elisa Longo Borghini \| Italie \| Trek-Segafredo \| 19 h 19 min 07 s \| \| 2e \| Grace Brown \| Australie \| FDJ-Nouvelle Aquitaine-Futuroscope \| + 1 s \| \| 3e \| Katarzyna Niewiadoma \| Pologne \| Canyon-SRAM Racing \| + 5 s \| \| 4e \| Alexandra Manly \| Australie \| Team BikeExchange-Jayco \| + 24 s \| \| 5e \| Ashleigh Moolman \| Afrique du Sud \| SD Worx \| + 32 s \| \| 6e \| Elise Chabbey \| Suisse \| Canyon-SRAM Racing \| + 49 s \| \| 7e \| Kristen Faulkner \| États-Unis \| Team BikeExchange-Jayco \| + 54 s \| \| 8e \| Veronica Ewers \| États-Unis \| EF Education-TIBCO-SVB \| + 1 min 45 s \| \| 9e \| Sofia Bertizzolo \| Italie \| UAE Team ADQ \| + 1 min 50 s \| \| 10e \| Mikayla Harvey \| Nouvelle-Zélande \| Canyon-SRAM Racing \| + 1 min 56 s \| |                      |                  |                                    |                  |
| |                      |                  |                                    |                  |
| |                      |                  |                                    |                  |
| Classement général |                      |                  |                                    |                  |
| Coureuse | Coureuse             | Pays             | Équipe                             | Temps            |
| 1re | Elisa Longo Borghini | Italie           | Trek-Segafredo                     | 19 h 19 min 07 s |
| 2e | Grace Brown          | Australie        | FDJ-Nouvelle Aquitaine-Futuroscope | + 1 s            |
| 3e | Katarzyna Niewiadoma | Pologne          | Canyon-SRAM Racing                 | + 5 s            |
| 4e | Alexandra Manly      | Australie        | Team BikeExchange-Jayco            | + 24 s           |
| 5e | Ashleigh Moolman     | Afrique du Sud   | SD Worx                            | + 32 s           |
| 6e | Elise Chabbey        | Suisse           | Canyon-SRAM Racing                 | + 49 s           |
| 7e | Kristen Faulkner     | États-Unis       | Team BikeExchange-Jayco            | + 54 s           |
| 8e | Veronica Ewers       | États-Unis       | EF Education-TIBCO-SVB             | + 1 min 45 s     |
| 9e | Sofia Bertizzolo     | Italie           | UAE Team ADQ                       | + 1 min 50 s     |
| 10e | Mikayla Harvey       | Nouvelle-Zélande | Canyon-SRAM Racing                 | + 1 min 56 s     |

### UCI World Tour

#### Points attribués
| Position                  | 1er | 2e  | 3e  | 4e  | 5e  | 6e  | 7e  | 8e  | 9e | 10e | 11e | 12e | 13e | 14e | 15e | 16e à 20e | 21e à 30e | 31e à 40e |  |  |
| Classement général        | 400 | 320 | 260 | 220 | 180 | 140 | 120 | 100 | 80 | 68  | 56  | 48  | 40  | 32  | 28  | 24        | 16        | 8         |  |  |
| Étapes et demi-étapes     | 50  | 40  | 30  | 25  | 20  | 18  | 15  | 10  | 8  | 6   |     |     |     |     |     |           |           |           |  |  |
| Port du maillot de leader | 8   |     |     |     |     |     |     |     |    |     |     |     |     |     |     |           |           |           |  |  |

### Classements annexes
| Classement par points | Classement par points | Classement par points | Classement par points              | Classement par points |
| Coureuse              | Coureuse              | Pays                  | Équipe                             | Points                |
| --------------------- | --------------------- | --------------------- | ---------------------------------- | --------------------- |
| 1re                   | Lorena Wiebes         | Pays-Bas              | Team DSM                           | 46 pts                |
| 2e                    | Clara Copponi         | France                | FDJ-Nouvelle Aquitaine-Futuroscope | 39 pts                |
| 3e                    | Elisa Longo Borghini  | Italie                | Trek-Segafredo                     | 39 pts                |
| 4e                    | Grace Brown           | Australie             | FDJ-Nouvelle Aquitaine-Futuroscope | 27 pts                |
| 5e                    | Katarzyna Niewiadoma  | Pologne               | Canyon-SRAM Racing                 | 25 pts                |
| 6e                    | Alexandra Manly       | Australie             | Team BikeExchange-Jayco            | 24 pts                |
| 7e                    | Maike van der Duin    | Pays-Bas              | Le Col-Wahoo                       | 19 pts                |
| 8e                    | Barbara Guarischi     | Italie                | Movistar Team                      | 18 pts                |
| 9e                    | Elena Cecchini        | Italie                | SD Worx                            | 17 pts                |
| 10e                   | Shari Bossuyt         | Belgique              | Canyon-SRAM Racing                 | 16 pts                |

| Classement par points | Classement par points | Classement par points | Classement par points              | Classement par points |
| Coureuse              | Coureuse              | Pays                  | Équipe                             | Points                |
| --------------------- | --------------------- | --------------------- | ---------------------------------- | --------------------- |
| 1re                   | Lorena Wiebes         | Pays-Bas              | Team DSM                           | 46 pts                |
| 2e                    | Clara Copponi         | France                | FDJ-Nouvelle Aquitaine-Futuroscope | 39 pts                |
| 3e                    | Elisa Longo Borghini  | Italie                | Trek-Segafredo                     | 39 pts                |
| 4e                    | Grace Brown           | Australie             | FDJ-Nouvelle Aquitaine-Futuroscope | 27 pts                |
| 5e                    | Katarzyna Niewiadoma  | Pologne               | Canyon-SRAM Racing                 | 25 pts                |
| 6e                    | Alexandra Manly       | Australie             | Team BikeExchange-Jayco            | 24 pts                |
| 7e                    | Maike van der Duin    | Pays-Bas              | Le Col-Wahoo                       | 19 pts                |
| 8e                    | Barbara Guarischi     | Italie                | Movistar Team                      | 18 pts                |
| 9e                    | Elena Cecchini        | Italie                | SD Worx                            | 17 pts                |
| 10e                   | Shari Bossuyt         | Belgique              | Canyon-SRAM Racing                 | 16 pts                |

| Classement de la montagne | Classement de la montagne | Classement de la montagne | Classement de la montagne          | Classement de la montagne |
| Coureuse                  | Coureuse                  | Pays                      | Équipe                             | Points                    |
| ------------------------- | ------------------------- | ------------------------- | ---------------------------------- | ------------------------- |
| 1re                       | Elise Chabbey             | Suisse                    | Canyon-SRAM Racing                 | 50 pts                    |
| 2e                        | Katarzyna Niewiadoma      | Pologne                   | Canyon-SRAM Racing                 | 37 pts                    |
| 3e                        | Christine Majerus         | Luxembourg                | SD Worx                            | 34 pts                    |
| 4e                        | Elisa Longo Borghini      | Italie                    | Trek-Segafredo                     | 29 pts                    |
| 5e                        | Ashleigh Moolman          | Afrique du Sud            | SD Worx                            | 23 pts                    |
| 6e                        | Veronica Ewers            | États-Unis                | EF Education-TIBCO-SVB             | 22 pts                    |
| 7e                        | Grace Brown               | Australie                 | FDJ-Nouvelle Aquitaine-Futuroscope | 20 pts                    |
| 8e                        | Riejanne Markus           | Pays-Bas                  | Team Jumbo-Visma                   | 18 pts                    |
| 9e                        | Kristen Faulkner          | États-Unis                | Team BikeExchange-Jayco            | 15 pts                    |
| 10e                       | Gladys Verhulst           | France                    | Le Col-Wahoo                       | 11 pts                    |

| Classement de la montagne | Classement de la montagne | Classement de la montagne | Classement de la montagne          | Classement de la montagne |
| Coureuse                  | Coureuse                  | Pays                      | Équipe                             | Points                    |
| ------------------------- | ------------------------- | ------------------------- | ---------------------------------- | ------------------------- |
| 1re                       | Elise Chabbey             | Suisse                    | Canyon-SRAM Racing                 | 50 pts                    |
| 2e                        | Katarzyna Niewiadoma      | Pologne                   | Canyon-SRAM Racing                 | 37 pts                    |
| 3e                        | Christine Majerus         | Luxembourg                | SD Worx                            | 34 pts                    |
| 4e                        | Elisa Longo Borghini      | Italie                    | Trek-Segafredo                     | 29 pts                    |
| 5e                        | Ashleigh Moolman          | Afrique du Sud            | SD Worx                            | 23 pts                    |
| 6e                        | Veronica Ewers            | États-Unis                | EF Education-TIBCO-SVB             | 22 pts                    |
| 7e                        | Grace Brown               | Australie                 | FDJ-Nouvelle Aquitaine-Futuroscope | 20 pts                    |
| 8e                        | Riejanne Markus           | Pays-Bas                  | Team Jumbo-Visma                   | 18 pts                    |
| 9e                        | Kristen Faulkner          | États-Unis                | Team BikeExchange-Jayco            | 15 pts                    |
| 10e                       | Gladys Verhulst           | France                    | Le Col-Wahoo                       | 11 pts                    |

| Classement des sprints | Classement des sprints | Classement des sprints | Classement des sprints             | Classement des sprints |
| Coureuse               | Coureuse               | Pays                   | Équipe                             | Points                 |
| ---------------------- | ---------------------- | ---------------------- | ---------------------------------- | ---------------------- |
| 1re                    | Maike van der Duin     | Pays-Bas               | Le Col-Wahoo                       | 14 pts                 |
| 2e                     | Clara Copponi          | France                 | FDJ-Nouvelle Aquitaine-Futuroscope | 7 pts                  |
| 3e                     | Elena Cecchini         | Italie                 | SD Worx                            | 6 pts                  |

| Classement des sprints | Classement des sprints | Classement des sprints | Classement des sprints             | Classement des sprints |
| Coureuse               | Coureuse               | Pays                   | Équipe                             | Points                 |
| ---------------------- | ---------------------- | ---------------------- | ---------------------------------- | ---------------------- |
| 1re                    | Maike van der Duin     | Pays-Bas               | Le Col-Wahoo                       | 14 pts                 |
| 2e                     | Clara Copponi          | France                 | FDJ-Nouvelle Aquitaine-Futuroscope | 7 pts                  |
| 3e                     | Elena Cecchini         | Italie                 | SD Worx                            | 6 pts                  |

| Classement par équipes | Classement par équipes    | Classement par équipes | Classement par équipes |
| Équipe                 | Équipe                    | Pays                   | Temps                  |
| ---------------------- | ------------------------- | ---------------------- | ---------------------- |
| 1re                    | Canyon-SRAM Racing        | Allemagne              | 58 h 00 min 29 s       |
| 2e                     | Team BikeExchange-Jayco   | Australie              | + 44 s                 |
| 3e                     | Ceratizit-WNT Pro Cycling | Allemagne              | + 4 min 37 s           |

| Classement par équipes | Classement par équipes    | Classement par équipes | Classement par équipes |
| Équipe                 | Équipe                    | Pays                   | Temps                  |
| ---------------------- | ------------------------- | ---------------------- | ---------------------- |
| 1re                    | Canyon-SRAM Racing        | Allemagne              | 58 h 00 min 29 s       |
| 2e                     | Team BikeExchange-Jayco   | Australie              | + 44 s                 |
| 3e                     | Ceratizit-WNT Pro Cycling | Allemagne              | + 4 min 37 s           |

## Évolution des classements
| Étape              |                    | Vainqueur _          | Classement général   | Classement par points | Meilleure grimpeuse | Meilleure sprinteuse | Meilleure équipe _                 |
| ------------------ | ------------------ | -------------------- | -------------------- | --------------------- | ------------------- | -------------------- | ---------------------------------- |
| 1re étape          | étape de plaine    | Clara Copponi        | Clara Copponi        | Clara Copponi         | Christine Majerus   | Maike van der Duin   | FDJ Nouvelle Aquitaine Futuroscope |
| 2e étape           | étape de plaine    | Lorena Wiebes        | Clara Copponi        | Clara Copponi         | Christine Majerus   | Maike van der Duin   | FDJ Nouvelle Aquitaine Futuroscope |
| 3e étape           | étape vallonnée    | Lorena Wiebes        | Lorena Wiebes        | Lorena Wiebes         | Christine Majerus   | Maike van der Duin   | Canyon-SRAM Racing                 |
| 4e étape           | étape vallonnée    | Grace Brown          | Grace Brown          | Lorena Wiebes         | Elise Chabbey       | Maike van der Duin   | Canyon-SRAM Racing                 |
| 5e étape           | étape vallonnée    | Elisa Longo Borghini | Grace Brown          | Lorena Wiebes         | Elise Chabbey       | Maike van der Duin   | Canyon-SRAM Racing                 |
| 6e étape           | étape de plaine    | Lorena Wiebes        | Elisa Longo Borghini | Lorena Wiebes         | Elise Chabbey       | Maike van der Duin   | Canyon-SRAM Racing                 |
| Classements finals | Classements finals |                      | Elisa Longo Borghini | Lorena Wiebes         | Elise Chabbey       | Maike van der Duin   | Canyon-SRAM Racing                 |

## Liste des participantes
| Légende                             | Légende | Légende                          | Légende                                                                                              |
| ----------------------------------- | --- | -------------------------------- | --- |
| Num                                 | Dossard de départ porté par la coureuse sur ce Women's Tour                                                   | Pos                              | Position finale au classement général                                                                |
| Leader du classement général        | Indique la vainqueur du classement général                                                                    | Leader du classement par points  | Indique la vainqueur du classement par points                                                        |
| Leader du classement de la montagne | Indique la vainqueur du classement de la montagne                                                             | Leader du classement des sprints | Indique la vainqueur du classement des sprints                                                       |
|                                     | Indique un maillot de champion national ou mondial, suivi de sa spécialité                                    | #                                | Indique la meilleure équipe                                                                          |
| NP                                  | Indique une coureuse qui n'a pas pris le départ d'une étape, suivi du numéro de l'étape où elle s'est retirée | AB                               | Indique une coureuse qui n'a pas terminé une étape, suivi du numéro de l'étape où elle s'est retirée |
| HD                                  | Indique un coureuse qui a terminé une étape hors des délais, suivi du numéro de l'étape                       | DSQ                              | Indique un coureur qui a été disqualifié de la course, suivi du numéro de l'étape                    |

| SD Worx SDW | SD Worx SDW                       | SD Worx SDW |
| ----------- | --------------------------------- | ----------- |
| Num         | Coureuse                          | Pos         |
| 1           | Chantal van den Broek-Blaak (NED) | AB-4        |
| 2           | Elena Cecchini (ITA)              | 42e         |
| 3           | Roxane Fournier (FRA)             | 73e         |
| 4           | Christine Majerus (LUX) (route)   | 25e         |
| 5           | Ashleigh Moolman (RSA)            | 5e          |
| 6           | Marlen Reusser (SUI) (route)      | AB-4        |

| Team DSM DSM | Team DSM DSM                  | Team DSM DSM |
| ------------ | ----------------------------- | ------------ |
| Num          | Coureuse                      | Pos          |
| 11           | Pfeiffer Georgi (GBR) (route) | 41e          |
| 12           | Lorena Wiebes (NED)           | 32e          |
| 13           | Megan Jastrab (USA)           | 37e          |
| 14           | Leah Kirchmann (CAN)          | 53e          |
| 15           | Franziska Koch (GER)          | 44e          |
| 16           | Charlotte Kool (NED)          | 55e          |

| FDJ-Nouvelle Aquitaine-Futuroscope FSF | FDJ-Nouvelle Aquitaine-Futuroscope FSF | FDJ-Nouvelle Aquitaine-Futuroscope FSF |
| -------------------------------------- | -------------------------------------- | -------------------------------------- |
| Num                                    | Coureuse                               | Pos                                    |
| 21                                     | Clara Copponi (FRA)                    | 43e                                    |
| 22                                     | Grace Brown (AUS)                      | 2e                                     |
| 23                                     | Eugénie Duval (FRA)                    | 35e                                    |
| 24                                     | Emilia Fahlin (SWE)                    | 51e                                    |
| 25                                     | Maëlle Grossetête (FRA)                | 39e                                    |
| 26                                     | Marie Le Net (FRA)                     | AB-4                                   |

| Movistar Team MOV | Movistar Team MOV       | Movistar Team MOV |
| ----------------- | ----------------------- | ----------------- |
| Num               | Coureuse                | Pos               |
| 31                | Sheyla Gutiérrez (ESP)  | 24e               |
| 32                | Sara Martín (ESP)       | AB-4              |
| 33                | Alicia González (ESP)   | 52e               |
| 34                | Barbara Guarischi (ITA) | 59e               |
| 35                | Lourdes Oyarbide (ESP)  | 50e               |
| 36                | Gloria Rodríguez (ESP)  | AB-4              |

| Canyon-SRAM Racing CSR | Canyon-SRAM Racing CSR     | Canyon-SRAM Racing CSR |
| ---------------------- | -------------------------- | ---------------------- |
| Num                    | Coureuse                   | Pos                    |
| 41                     | Katarzyna Niewiadoma (POL) | 3e                     |
| 42                     | Alice Barnes (GBR)         | 66e                    |
| 43                     | Shari Bossuyt (BEL)        | 33e                    |
| 44                     | Elise Chabbey (SUI)        | 6e                     |
| 45                     | Tiffany Cromwell (AUS)     | 28e                    |
| 46                     | Mikayla Harvey (NZL)       | 10e                    |

| Le Col-Wahoo DRP | Le Col-Wahoo DRP              | Le Col-Wahoo DRP |
| ---------------- | ----------------------------- | ---------------- |
| Num              | Coureuse                      | Pos              |
| 51               | Marjolein van 't Geloof (NED) | 72e              |
| 52               | Elizabeth Holden (GBR)        | 21e              |
| 53               | April Tacey (GBR)             | AB-4             |
| 54               | Maike van der Duin (NED)      | 68e              |
| 55               | Jesse Vandenbulcke (BEL)      | 40e              |
| 56               | Gladys Verhulst (FRA)         | 56e              |

| Team BikeExchange-Jayco BEX | Team BikeExchange-Jayco BEX | Team BikeExchange-Jayco BEX |
| --------------------------- | --------------------------- | --------------------------- |
| Num                         | Coureuse                    | Pos                         |
| 61                          | Alexandra Manly (AUS)       | 4e                          |
| 62                          | Teniel Campbell (TTO)       | 70e                         |
| 63                          | Kristen Faulkner (USA)      | 7e                          |
| 64                          | Arianna Fidanza (ITA)       | 46e                         |
| 65                          | Nina Kessler (NED)          | 67e                         |
| 66                          | Georgia Williams (NZL)      | 17e                         |

| EF Education-TIBCO-SVB TIB | EF Education-TIBCO-SVB TIB    | EF Education-TIBCO-SVB TIB |
| -------------------------- | ----------------------------- | -------------------------- |
| Num                        | Coureuse                      | Pos                        |
| 71                         | Abi Smith (GBR)               | 38e                        |
| 72                         | Letizia Borghesi (ITA)        | 60e                        |
| 73                         | Kristabel Doebel-Hickok (USA) | 19e                        |
| 74                         | Veronica Ewers (USA)          | 8e                         |
| 75                         | Tanja Erath (GER)             | 82e                        |
| 76                         | Omer Shapira (ISR) (route)    | AB-4                       |

| Coop-Hitec Products HPU | Coop-Hitec Products HPU | Coop-Hitec Products HPU |
| ----------------------- | ----------------------- | ----------------------- |
| Num                     | Coureuse                | Pos                     |
| 81                      | Jessica Roberts (GBR)   | 65e                     |
| 82                      | Ane Iversen (NOR)       | 79e                     |
| 83                      | Ingvild Gåskjenn (NOR)  | 11e                     |
| 84                      | Mari Hole Mohr (NOR)    | 47e                     |
| 85                      | Tiril Jørgensen (NOR)   | 20e                     |

| UAE Team ADQ UAD | UAE Team ADQ UAD       | UAE Team ADQ UAD |
| ---------------- | ---------------------- | ---------------- |
| Num              | Coureuse               | Pos              |
| 91               | Sofia Bertizzolo (ITA) | 9e               |
| 92               | Maaike Boogaard (NED)  | 29e              |
| 93               | Alessia Patuelli (ITA) | 78e              |
| 94               | Laura Tomasi (ITA)     | 63e              |
| 95               | Anna Trevisi (ITA)     | AB-1             |
| 96               | Sophie Wright (GBR)    | 77e              |

| Cams Basso CAT | Cams Basso CAT           | Cams Basso CAT |
| -------------- | ------------------------ | -------------- |
| Num            | Coureuse                 | Pos            |
| 101            | Sophie Lewis (GBR)       | AB-3           |
| 102            | Beth Morrow (GBR)        | 48e            |
| 103            | Katie Scott (GBR)        | 80e            |
| 104            | Danielle Shrosbree (GBR) | 62e            |
| 105            | Becky Storrie (GBR)      | 15e            |
| 106            | Samantha Stuart (GBR)    | 49e            |

| Trek-Segafredo TFS | Trek-Segafredo TFS                 | Trek-Segafredo TFS |
| ------------------ | ---------------------------------- | ------------------ |
| Num                | Coureuse                           | Pos                |
| 111                | Elisa Longo Borghini (ITA) (route) | 1re                |
| 112                | Audrey Cordon-Ragot (FRA)          | 26e                |
| 113                | Elynor Bäckstedt (GBR)             | 74e                |
| 114                | Lauretta Hanson (AUS)              | 64e                |
| 115                | Chloe Hosking (AUS)                | 71e                |
| 116                | Ellen van Dijk (NED) (route)       | 23e                |

| Liv Racing Xstra LIV | Liv Racing Xstra LIV           | Liv Racing Xstra LIV |
| -------------------- | ------------------------------ | -------------------- |
| Num                  | Coureuse                       | Pos                  |
| 121                  | Alison Jackson (CAN) (route)   | AB-3                 |
| 122                  | Thalita de Jong (NED)          | 36e                  |
| 123                  | Eva Buurman (NED)              | AB-3                 |
| 124                  | Quinty Ton (NED)               | 13e                  |
| 125                  | Tereza Neumanová (CZE) (route) | 30e                  |

| Human Powered Health HPW | Human Powered Health HPW | Human Powered Health HPW |
| ------------------------ | ------------------------ | ------------------------ |
| Num                      | Coureuse                 | Pos                      |
| 131                      | Mieke Kröger (GER)       | 81e                      |
| 132                      | Nina Buysman (NED)       | 12e                      |
| 133                      | Henrietta Christie (NZL) | 75e                      |
| 134                      | Evy Kuijpers (NED)       | 61e                      |
| 135                      | Marit Raaijmakers (NED)  | 76e                      |
| 136                      | Lily Williams (USA)      | 58e                      |

| Team Jumbo-Visma TJV | Team Jumbo-Visma TJV   | Team Jumbo-Visma TJV |
| -------------------- | ---------------------- | -------------------- |
| Num                  | Coureuse               | Pos                  |
| 141                  | Coryn Labecki (USA)    | 34e                  |
| 142                  | Teuntje Beekhuis (NED) | 69e                  |
| 143                  | Romy Kasper (GER)      | 27e                  |
| 144                  | Riejanne Markus (NED)  | 31e                  |
| 145                  | Karlijn Swinkels (NED) | 54e                  |

| Uno-X Pro Cycling Team UXT | Uno-X Pro Cycling Team UXT  | Uno-X Pro Cycling Team UXT |
| -------------------------- | --------------------------- | -------------------------- |
| Num                        | Coureuse                    | Pos                        |
| 151                        | Hannah Ludwig (GER)         | 57e                        |
| 152                        | Joscelin Lowden (GBR)       | 18e                        |
| 153                        | Julie Norman Leth (DEN)     | AB-6                       |
| 154                        | Mie Bjørndal Ottestad (NOR) | AB-5                       |
| 155                        | Anne Dorthe Ysland (NOR)    | AB-5                       |

| Ceratizit-WNT Pro Cycling WNT | Ceratizit-WNT Pro Cycling WNT       | Ceratizit-WNT Pro Cycling WNT |
| ----------------------------- | ----------------------------------- | ----------------------------- |
| Num                           | Coureuse                            | Pos                           |
| 171                           | Laura Asencio (FRA)                 | 22e                           |
| 172                           | Franziska Brauße (GER)              | AB-4                          |
| 173                           | Maria Giulia Confalonieri (ITA)     | 16e                           |
| 174                           | Marta Lach (POL)                    | 14e                           |
| 176                           | Kathrin Schweinberger (AUT) (route) | 45e                           |

| SD Worx SDW | SD Worx SDW                       | SD Worx SDW |
| ----------- | --------------------------------- | ----------- |
| Num         | Coureuse                          | Pos         |
| 1           | Chantal van den Broek-Blaak (NED) | AB-4        |
| 2           | Elena Cecchini (ITA)              | 42e         |
| 3           | Roxane Fournier (FRA)             | 73e         |
| 4           | Christine Majerus (LUX) (route)   | 25e         |
| 5           | Ashleigh Moolman (RSA)            | 5e          |
| 6           | Marlen Reusser (SUI) (route)      | AB-4        |

| Team DSM DSM | Team DSM DSM                  | Team DSM DSM |
| ------------ | ----------------------------- | ------------ |
| Num          | Coureuse                      | Pos          |
| 11           | Pfeiffer Georgi (GBR) (route) | 41e          |
| 12           | Lorena Wiebes (NED)           | 32e          |
| 13           | Megan Jastrab (USA)           | 37e          |
| 14           | Leah Kirchmann (CAN)          | 53e          |
| 15           | Franziska Koch (GER)          | 44e          |
| 16           | Charlotte Kool (NED)          | 55e          |

| FDJ-Nouvelle Aquitaine-Futuroscope FSF | FDJ-Nouvelle Aquitaine-Futuroscope FSF | FDJ-Nouvelle Aquitaine-Futuroscope FSF |
| -------------------------------------- | -------------------------------------- | -------------------------------------- |
| Num                                    | Coureuse                               | Pos                                    |
| 21                                     | Clara Copponi (FRA)                    | 43e                                    |
| 22                                     | Grace Brown (AUS)                      | 2e                                     |
| 23                                     | Eugénie Duval (FRA)                    | 35e                                    |
| 24                                     | Emilia Fahlin (SWE)                    | 51e                                    |
| 25                                     | Maëlle Grossetête (FRA)                | 39e                                    |
| 26                                     | Marie Le Net (FRA)                     | AB-4                                   |

| Movistar Team MOV | Movistar Team MOV       | Movistar Team MOV |
| ----------------- | ----------------------- | ----------------- |
| Num               | Coureuse                | Pos               |
| 31                | Sheyla Gutiérrez (ESP)  | 24e               |
| 32                | Sara Martín (ESP)       | AB-4              |
| 33                | Alicia González (ESP)   | 52e               |
| 34                | Barbara Guarischi (ITA) | 59e               |
| 35                | Lourdes Oyarbide (ESP)  | 50e               |
| 36                | Gloria Rodríguez (ESP)  | AB-4              |

| Canyon-SRAM Racing CSR | Canyon-SRAM Racing CSR     | Canyon-SRAM Racing CSR |
| ---------------------- | -------------------------- | ---------------------- |
| Num                    | Coureuse                   | Pos                    |
| 41                     | Katarzyna Niewiadoma (POL) | 3e                     |
| 42                     | Alice Barnes (GBR)         | 66e                    |
| 43                     | Shari Bossuyt (BEL)        | 33e                    |
| 44                     | Elise Chabbey (SUI)        | 6e                     |
| 45                     | Tiffany Cromwell (AUS)     | 28e                    |
| 46                     | Mikayla Harvey (NZL)       | 10e                    |

| Le Col-Wahoo DRP | Le Col-Wahoo DRP              | Le Col-Wahoo DRP |
| ---------------- | ----------------------------- | ---------------- |
| Num              | Coureuse                      | Pos              |
| 51               | Marjolein van 't Geloof (NED) | 72e              |
| 52               | Elizabeth Holden (GBR)        | 21e              |
| 53               | April Tacey (GBR)             | AB-4             |
| 54               | Maike van der Duin (NED)      | 68e              |
| 55               | Jesse Vandenbulcke (BEL)      | 40e              |
| 56               | Gladys Verhulst (FRA)         | 56e              |

| Team BikeExchange-Jayco BEX | Team BikeExchange-Jayco BEX | Team BikeExchange-Jayco BEX |
| --------------------------- | --------------------------- | --------------------------- |
| Num                         | Coureuse                    | Pos                         |
| 61                          | Alexandra Manly (AUS)       | 4e                          |
| 62                          | Teniel Campbell (TTO)       | 70e                         |
| 63                          | Kristen Faulkner (USA)      | 7e                          |
| 64                          | Arianna Fidanza (ITA)       | 46e                         |
| 65                          | Nina Kessler (NED)          | 67e                         |
| 66                          | Georgia Williams (NZL)      | 17e                         |

| EF Education-TIBCO-SVB TIB | EF Education-TIBCO-SVB TIB    | EF Education-TIBCO-SVB TIB |
| -------------------------- | ----------------------------- | -------------------------- |
| Num                        | Coureuse                      | Pos                        |
| 71                         | Abi Smith (GBR)               | 38e                        |
| 72                         | Letizia Borghesi (ITA)        | 60e                        |
| 73                         | Kristabel Doebel-Hickok (USA) | 19e                        |
| 74                         | Veronica Ewers (USA)          | 8e                         |
| 75                         | Tanja Erath (GER)             | 82e                        |
| 76                         | Omer Shapira (ISR) (route)    | AB-4                       |

| Coop-Hitec Products HPU | Coop-Hitec Products HPU | Coop-Hitec Products HPU |
| ----------------------- | ----------------------- | ----------------------- |
| Num                     | Coureuse                | Pos                     |
| 81                      | Jessica Roberts (GBR)   | 65e                     |
| 82                      | Ane Iversen (NOR)       | 79e                     |
| 83                      | Ingvild Gåskjenn (NOR)  | 11e                     |
| 84                      | Mari Hole Mohr (NOR)    | 47e                     |
| 85                      | Tiril Jørgensen (NOR)   | 20e                     |

| UAE Team ADQ UAD | UAE Team ADQ UAD       | UAE Team ADQ UAD |
| ---------------- | ---------------------- | ---------------- |
| Num              | Coureuse               | Pos              |
| 91               | Sofia Bertizzolo (ITA) | 9e               |
| 92               | Maaike Boogaard (NED)  | 29e              |
| 93               | Alessia Patuelli (ITA) | 78e              |
| 94               | Laura Tomasi (ITA)     | 63e              |
| 95               | Anna Trevisi (ITA)     | AB-1             |
| 96               | Sophie Wright (GBR)    | 77e              |

| Cams Basso CAT | Cams Basso CAT           | Cams Basso CAT |
| -------------- | ------------------------ | -------------- |
| Num            | Coureuse                 | Pos            |
| 101            | Sophie Lewis (GBR)       | AB-3           |
| 102            | Beth Morrow (GBR)        | 48e            |
| 103            | Katie Scott (GBR)        | 80e            |
| 104            | Danielle Shrosbree (GBR) | 62e            |
| 105            | Becky Storrie (GBR)      | 15e            |
| 106            | Samantha Stuart (GBR)    | 49e            |

| Trek-Segafredo TFS | Trek-Segafredo TFS                 | Trek-Segafredo TFS |
| ------------------ | ---------------------------------- | ------------------ |
| Num                | Coureuse                           | Pos                |
| 111                | Elisa Longo Borghini (ITA) (route) | 1re                |
| 112                | Audrey Cordon-Ragot (FRA)          | 26e                |
| 113                | Elynor Bäckstedt (GBR)             | 74e                |
| 114                | Lauretta Hanson (AUS)              | 64e                |
| 115                | Chloe Hosking (AUS)                | 71e                |
| 116                | Ellen van Dijk (NED) (route)       | 23e                |

| Liv Racing Xstra LIV | Liv Racing Xstra LIV           | Liv Racing Xstra LIV |
| -------------------- | ------------------------------ | -------------------- |
| Num                  | Coureuse                       | Pos                  |
| 121                  | Alison Jackson (CAN) (route)   | AB-3                 |
| 122                  | Thalita de Jong (NED)          | 36e                  |
| 123                  | Eva Buurman (NED)              | AB-3                 |
| 124                  | Quinty Ton (NED)               | 13e                  |
| 125                  | Tereza Neumanová (CZE) (route) | 30e                  |

| Human Powered Health HPW | Human Powered Health HPW | Human Powered Health HPW |
| ------------------------ | ------------------------ | ------------------------ |
| Num                      | Coureuse                 | Pos                      |
| 131                      | Mieke Kröger (GER)       | 81e                      |
| 132                      | Nina Buysman (NED)       | 12e                      |
| 133                      | Henrietta Christie (NZL) | 75e                      |
| 134                      | Evy Kuijpers (NED)       | 61e                      |
| 135                      | Marit Raaijmakers (NED)  | 76e                      |
| 136                      | Lily Williams (USA)      | 58e                      |

| Team Jumbo-Visma TJV | Team Jumbo-Visma TJV   | Team Jumbo-Visma TJV |
| -------------------- | ---------------------- | -------------------- |
| Num                  | Coureuse               | Pos                  |
| 141                  | Coryn Labecki (USA)    | 34e                  |
| 142                  | Teuntje Beekhuis (NED) | 69e                  |
| 143                  | Romy Kasper (GER)      | 27e                  |
| 144                  | Riejanne Markus (NED)  | 31e                  |
| 145                  | Karlijn Swinkels (NED) | 54e                  |

| Uno-X Pro Cycling Team UXT | Uno-X Pro Cycling Team UXT  | Uno-X Pro Cycling Team UXT |
| -------------------------- | --------------------------- | -------------------------- |
| Num                        | Coureuse                    | Pos                        |
| 151                        | Hannah Ludwig (GER)         | 57e                        |
| 152                        | Joscelin Lowden (GBR)       | 18e                        |
| 153                        | Julie Norman Leth (DEN)     | AB-6                       |
| 154                        | Mie Bjørndal Ottestad (NOR) | AB-5                       |
| 155                        | Anne Dorthe Ysland (NOR)    | AB-5                       |

| Ceratizit-WNT Pro Cycling WNT | Ceratizit-WNT Pro Cycling WNT       | Ceratizit-WNT Pro Cycling WNT |
| ----------------------------- | ----------------------------------- | ----------------------------- |
| Num                           | Coureuse                            | Pos                           |
| 171                           | Laura Asencio (FRA)                 | 22e                           |
| 172                           | Franziska Brauße (GER)              | AB-4                          |
| 173                           | Maria Giulia Confalonieri (ITA)     | 16e                           |
| 174                           | Marta Lach (POL)                    | 14e                           |
| 176                           | Kathrin Schweinberger (AUT) (route) | 45e                           |

## Organisation

### Prix
37 955 € de prix sont distribués.